# 2012年环法自行车赛

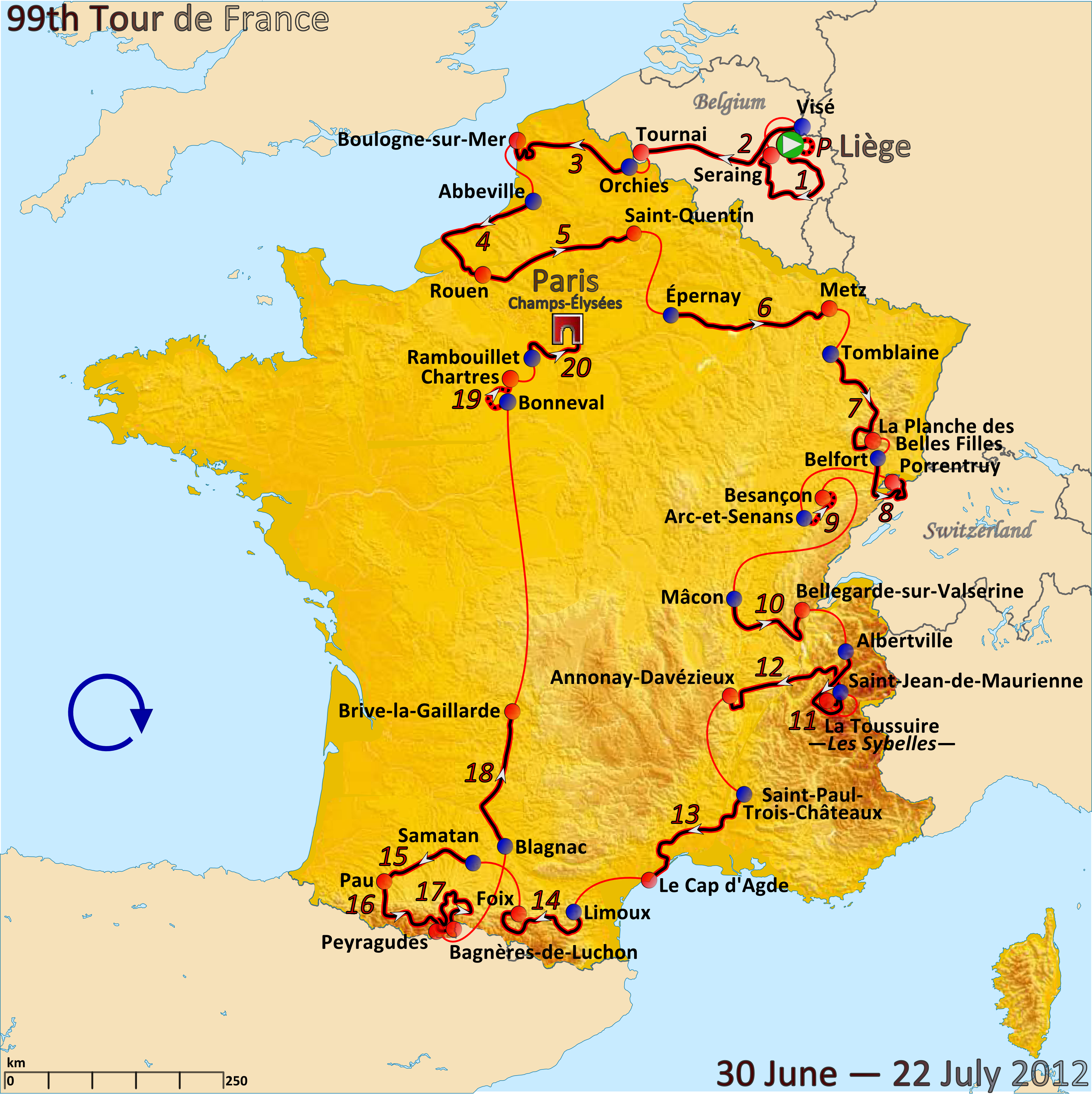
2012年环法自行车赛路线

2012年环法自行车赛，为第99届环法自行车赛。本届赛事于6月30日开始于比利时列日市，7月22日结束于巴黎香榭丽舍大街。本届赛事还经过瑞士的部分地区。国际自联的全部18个职业车队，以及受邀的3个车队，共计21个车队将参加本届赛事。赛程总长度3496.9 km。英国选手布拉德利·威金斯获得2012年环法自行车赛的总冠军，成为首位获得环法自行车赛总冠军的英国车手。